# Martha Höhl
Martha Höhl, geb. Gerling (* 14. Januar 1930 in Dortmund; † 30. November 2018 in Dortmund), war eine deutsche Bibliothekarin und Bibliotheksdirektorin.

## Leben
Martha Höhl wurde 1930 in Dortmund geboren. Nach der Ausbildung als Büchereiangestellte legte sie 1952 auf dem Zweiten Bildungsweg das Abitur am Abendgymnasium der Stadt Dortmund ab; einer ihrer Mitabsolventen war Josef Hattig. Anschließend studierte sie in Köln Bibliothekswesen und machte 1960 das Examen als Diplombibliothekarin.
Nach verschiedenen Aufgaben in der Stadt- und Landesbibliothek Dortmund, u. a. als Leiterin der Jugendbücherei im Berufsschulzentrum und Abteilungsleiterin der Stadtbücherei, wechselte sie auf Ruf von Werner Mevissen 1974 nach Bremen und übernahm dort die Abteilung Bibliotheken. 1976 wurde sie als Mevissens Nachfolgerin zur Leitenden Bibliotheksdirektorin der Stadtbibliothek Bremen berufen und war damit nach Hedwig Bieber erst die zweite Frau in Westdeutschland, die Leiterin einer Großstadtbibliothek wurde.
1992 ging sie in den Ruhestand.
In Höhls Amtszeit erreichte die Stadtbibliothek Bremen 1980 mit 44 Filialen die größte Ausdehnung des Bibliothekssystems. Bereits im folgenden Jahr begann der Bremer Senat mit einem drastischen Sparprogramm, dem Zweigstellen, Personal und Bestände zum Opfer fallen. Mit einem verstärkten Konzept an Öffentlichkeitsarbeit, einem bundesweit beachteten Marketing-Projekt und vielen internen Projekt hielt Martha Höhl dagegen sowie auch mit der unablässigen Thematisierung der Notwendigkeit einer für Bremen angemessenen Zentralbibliothek.
Martha Höhl war Mitglied in der Jury des Bremer Literaturpreises, im Rundfunkrat von Radio Bremen und in der Jury des Kranichsteiner Literaturpreises im Deutschen Literaturfonds.
Sie war verheiratet mit Jürgen Höhl, Pädagogischer Mitarbeiter an der Volkshochschule der Stadt Langenhagen; der Ehe entstammt eine Tochter.

## Veröffentlichungen von Martha Höhl
- Kleine Werbefibel für die Büchereiarbeit, Dortmund: Städtische Volksbüchereien 1963
- Büchereiwerbung, Berlin: Dt. Büchereiverband, Arbeitsstelle für das Büchereiwesen 1964, 63 S. (Druckschriften der Arbeitsstelle für das Büchereiwesen), ISSN 0417-2949 ; ZDB-ID: 5002369 ; 4
- Ungarische Literatur des 20. Jahrhunderts : ein Auswahlverzeichnis / bearb. von Martha Höhl. Mit einem Beitr. von Miklós Béládi, Dortmund: Stadtbücherei 1971, (Völker im Spiegel der Literatur / Stadtbücherei Dortmund, ISSN 0933-470X ; ZDB-ID: 504102-8 ; 14)
- 75 [Fünfundsiebzig] Jahre Stadtbibliothek Bremen : Entwicklung u. Perspektiven, Bremen: Stadtbibliothek Bremen; Presse- u. Informationsabt. d. Senats  [1976]
- Öffentlichkeitsarbeit und Werbung öffentlicher Bibliotheken : ein Arbeitshandbuch, hrsg. von Martha Höhl, Berlin: Dt. Bibliotheksinst. 1982 (DBI-Materialien / Deutsches Bibliotheksinstitut); ZDB-ID: 1098287-5 ; 14, ISBN 3-87068-814-9
- Das Marketing-Projekt in der Stadtbibliothek  Bremen. Ein Erfahrungsbericht, in: Peter Petsch: Die effektive Bibliothek. Endbericht des Projekts. „Anwendung  und Erprobung einer Marketingkonzeption für Öffentliche Bibliotheken“, Band I: Texte, Berlin, DEUTSCHES   BIBLIOTHEKSINSTITUT 1992, S. 241–248
- Notate zur tschechischen Literatur seit 1945 und ihrer Vorgeschichte seit der Jahrhundertwende (in 2 Teilen), in: Buch und Bibliothek, Heft 9, 1994, S. 796–818 und Heft 10/11,  1994, S. 900–935[6]
- Der deutsche Leser und die tschechische Literatur : die Tschechische Republik ist Länderschwerpunkt auf Leipziger Buchmesse 1995, in: Börsenblatt für den deutschen Buchhandel (Bd. 162, 1995, Nr. 22: 20–32)